# Districtul Poltár

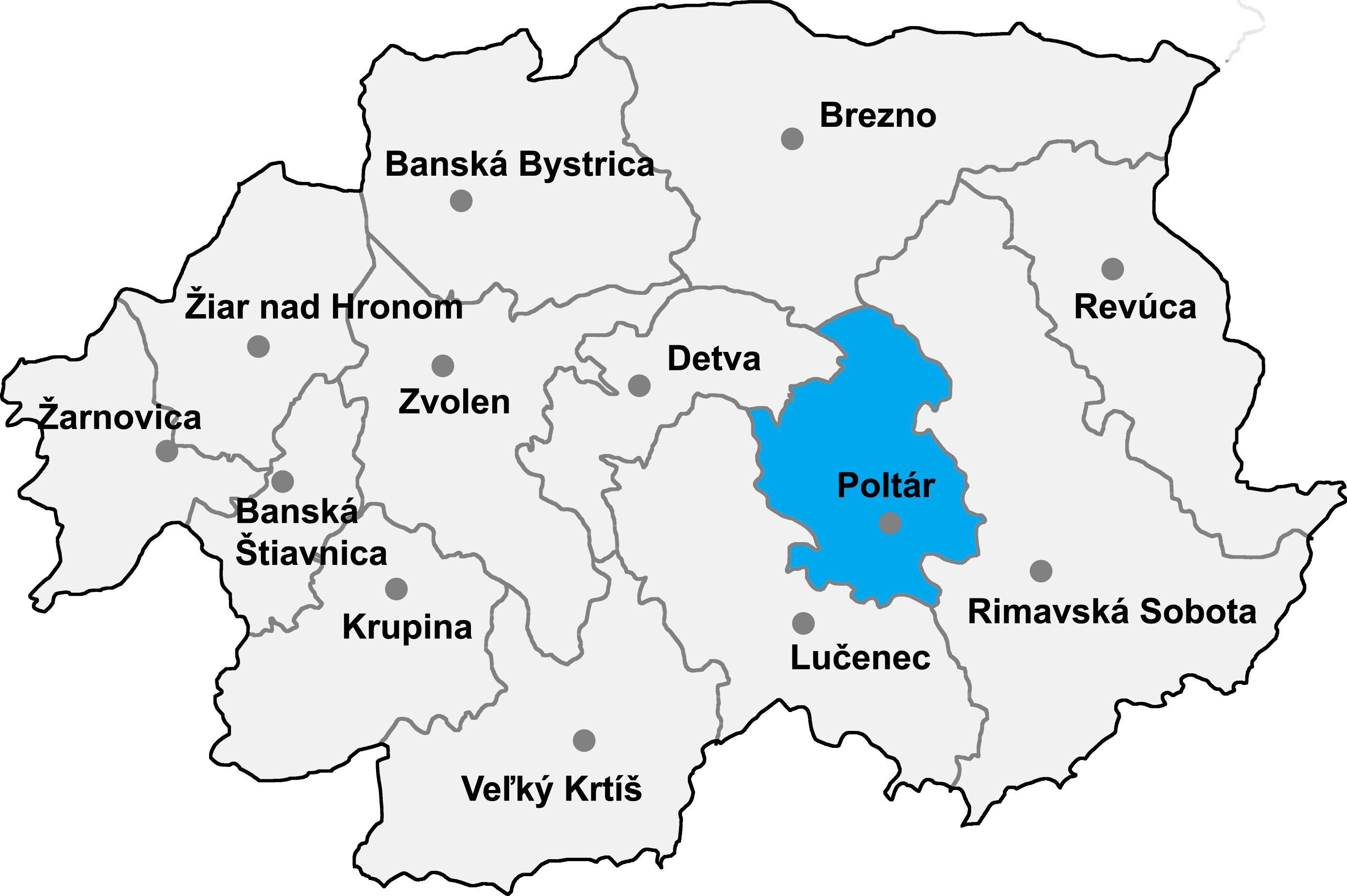
Districtul Poltár

Districtul Poltár (okres Poltár) este un district în Slovacia centrală, în Regiunea Banská Bystrica.

## Demografie
| An:                | 1994   | 2004   | 2014   | 2024   |
| ------------------ | ------ | ------ | ------ | ------ |
| Număr de persoane: | 23.209 | 22.893 | 22.074 | 20.135 |
| Diferență:         |        | −1,36% | −3,57% | −8,78% |

| An:                | 2023   | 2024   |
| ------------------ | ------ | ------ |
| Număr de persoane: | 20.247 | 20.135 |
| Diferență:         |        | −0,55% |

## Comune
- Breznička
- Cinobaňa
- České Brezovo
- Ďubákovo
- Hradište
- Hrnčiarska Ves
- Hrnčiarske Zalužany
- Kalinovo
- Kokava nad Rimavicou
- Krná
- Málinec
- Mládzovo
- Ozdín
- Poltár
- Rovňany
- Selce
- Sušany
- Šoltýska
- Uhorské
- Utekáč
- Veľká Ves
- Zlatno